# تای ایرویز اینترنشنال

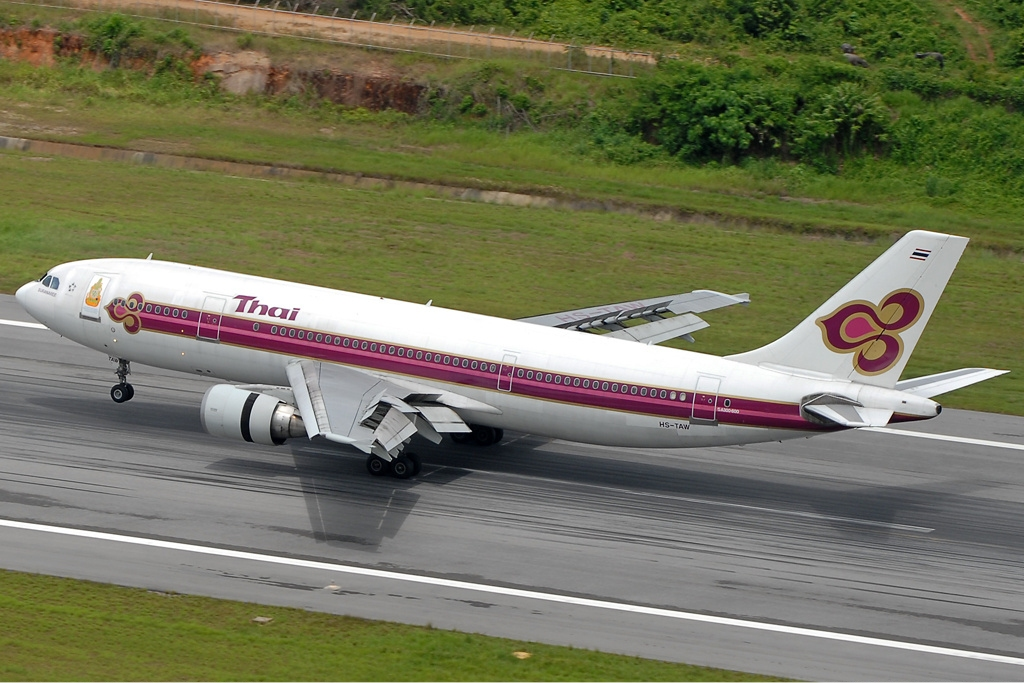
ایرباس آ-۳۰۰ متعلق به تای ایرویز.

تای ایرویز اینترنشنال (به انگلیسی: Thai Airways International) یا هواپیمایی بین‌المللی تایلند بزرگ‌ترین شرکت هواپیمایی مربوط به کشور تایلند است. این شرکت به شصت مقصد بین‌المللی در سی و پنج کشور پرواز دارد که بیشتر آن‌ها کشورهای آسیای جنوب شرقی و شرق آسیا هستند. اما مقصدهای داخلی این شرکت فقط یازده شهر است که آن‌ها نیز عمدتاً دارای فرودگاه بین‌المللی هستند.
تای ایرویز اینترنشنال شرکت حامل پرچم کشور تایلند است و تاریخچه آن به ۱۹۶۰ می‌رسد.
ناوگان این شرکت تا سال ۲۰۱۱ شامل ۹۱ هواپیما می‌شده است. تای ایرویز اینترنشنال در سال‌های اخیر خدمات پروازی با کیفیتی ارائه داده است و به همین دلیل، برنده چندین جایزه بین‌المللی کیفیت شده است از جمله کسب عنوان بهترین شرکت هواپیمایی جهان و بهترین خدمه پروازی درون کابین در سال 2006.
فرودگاه سوارنابومی در بانکوک مقر اصلی هواپیماهای این شرکت است. فرودگاه‌های چیانگ می و نیز پوکت نیز دو فرودگاه اصلی مورد استفاده این شرکت هستند. از میان شرکت‌های هواپیمایی شرق آسیا، تای ایرویز یکی از شرکت‌های دارای بیشترین مقصد پروازی به کشورهای اروپایی است.

## ناوگان هوایی
ناوگان کنونی
ناوگان کنونی تای ایرویز به شرح زیر استک
| هواپیما              | تعداد | سفارش‌ها | ظرفیت صندلی | توضیحات |
| -------------------- | ----- | ------- | ----------- | ------- |
| ایرباس ای۳۲۰–۲۰۰     | ۲۰    |         | ۱۷۴         |         |
| ایرباس ای۳۳۰–۳۰۰     | ۳     | ۲       | ۲۹۴         |         |
| ایرباس ای۳۵۰–۹۰۰     | ۲۳    |         | ۳۲۱         |         |
| بوئینگ ۷۷۷–۲۰۰       | ۵     |         | ۲۹۲         |         |
| بوئینگ ۷۷۷–۳۰۰ ای آر | ۱۷    |         | ۲۹۲         |         |
| بوئینگ ۷۸۷–۸         | ۶     |         | ۲۶۴         |         |
| بوئینگ ۷۸۷–۹         | ۳     |         | ۲۹۸         |         |
| مجموع                | ۷۷    | ۲       |             |         |

## نگارخانه

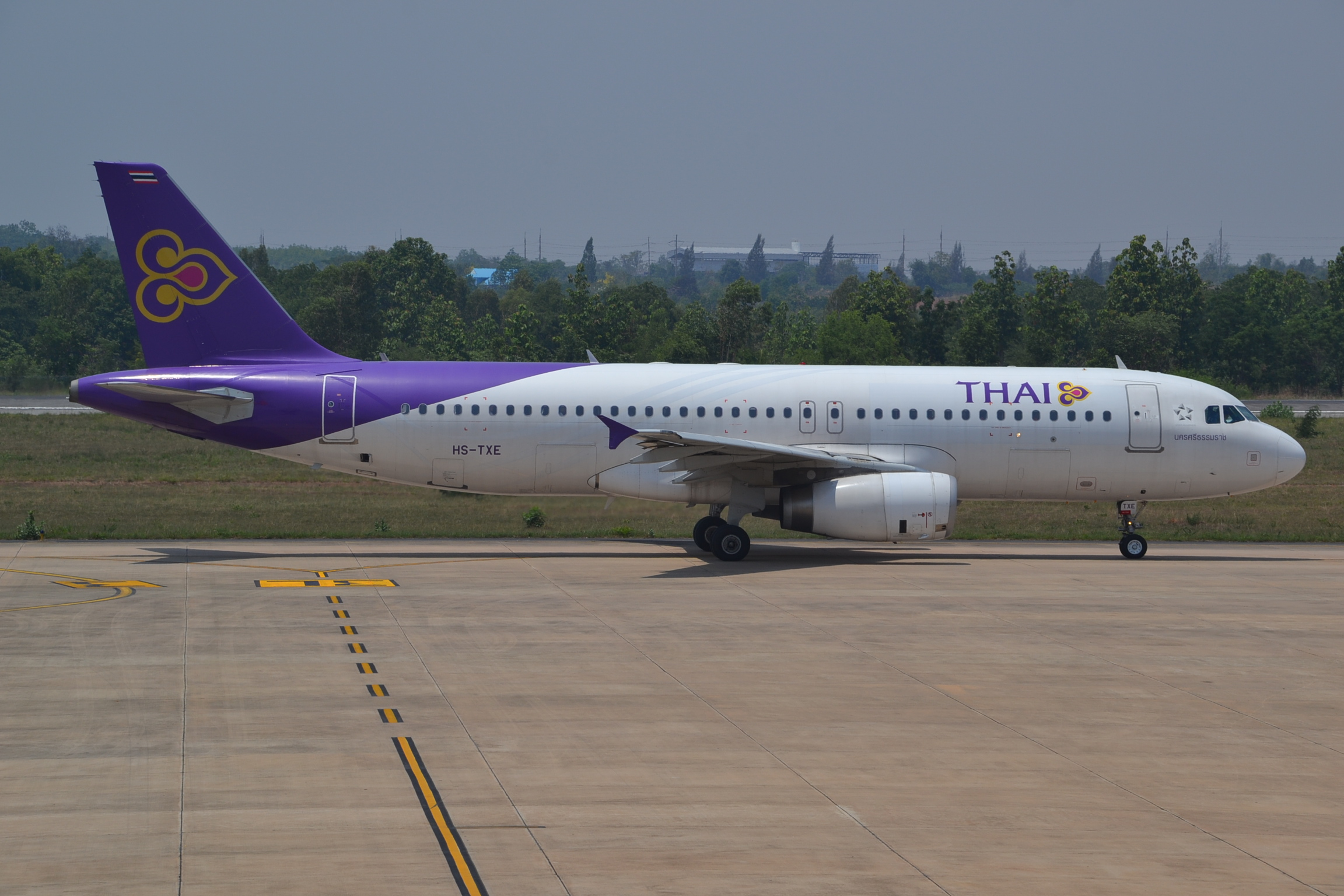
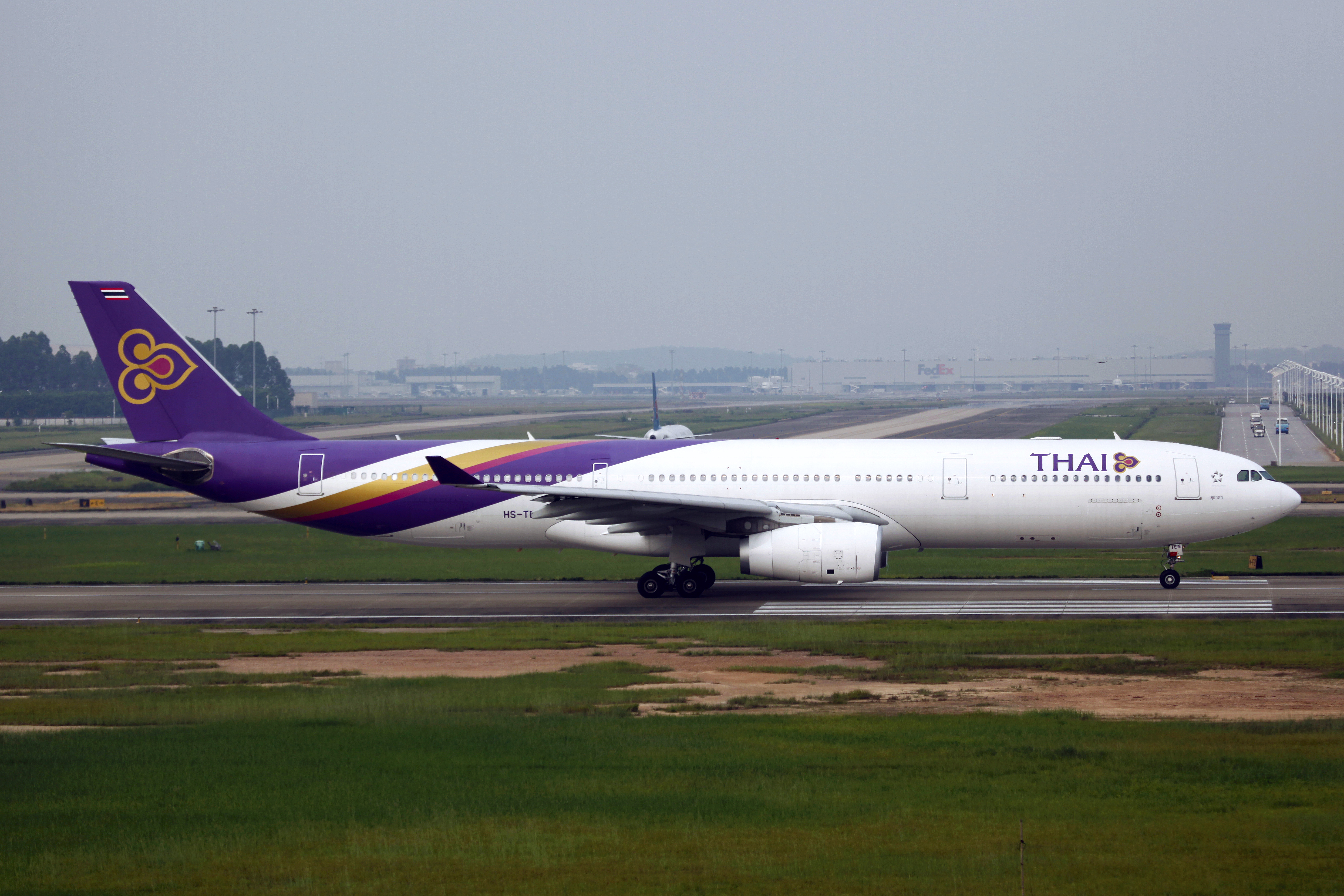
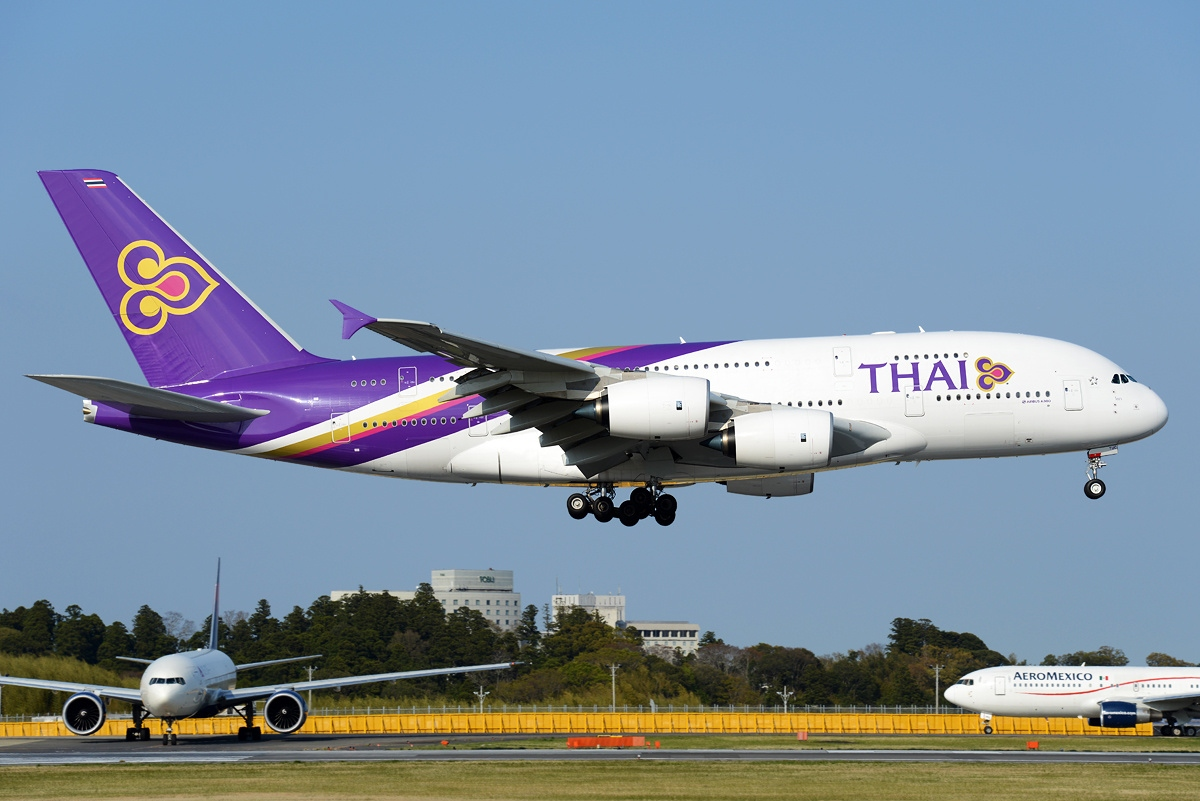
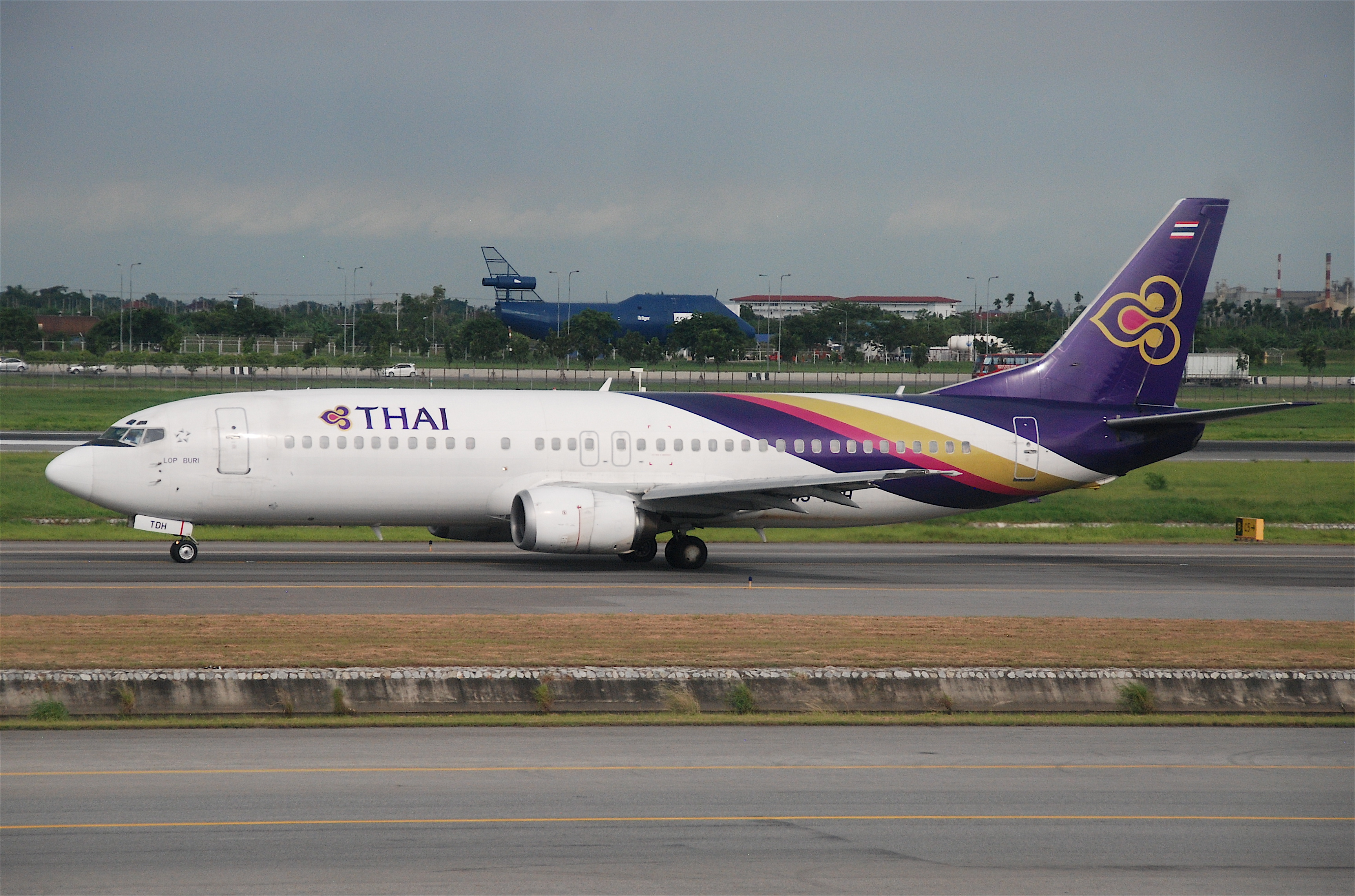
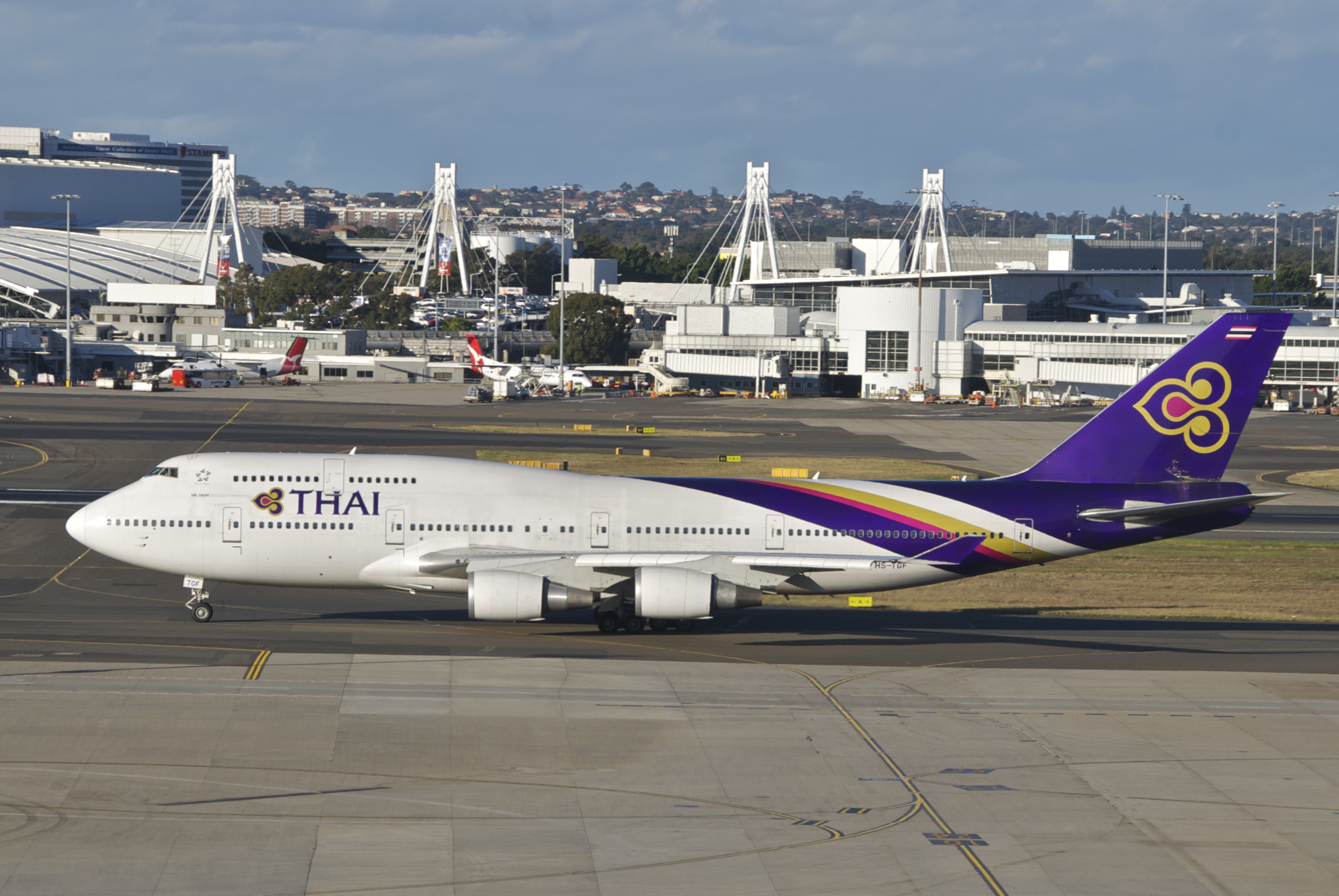
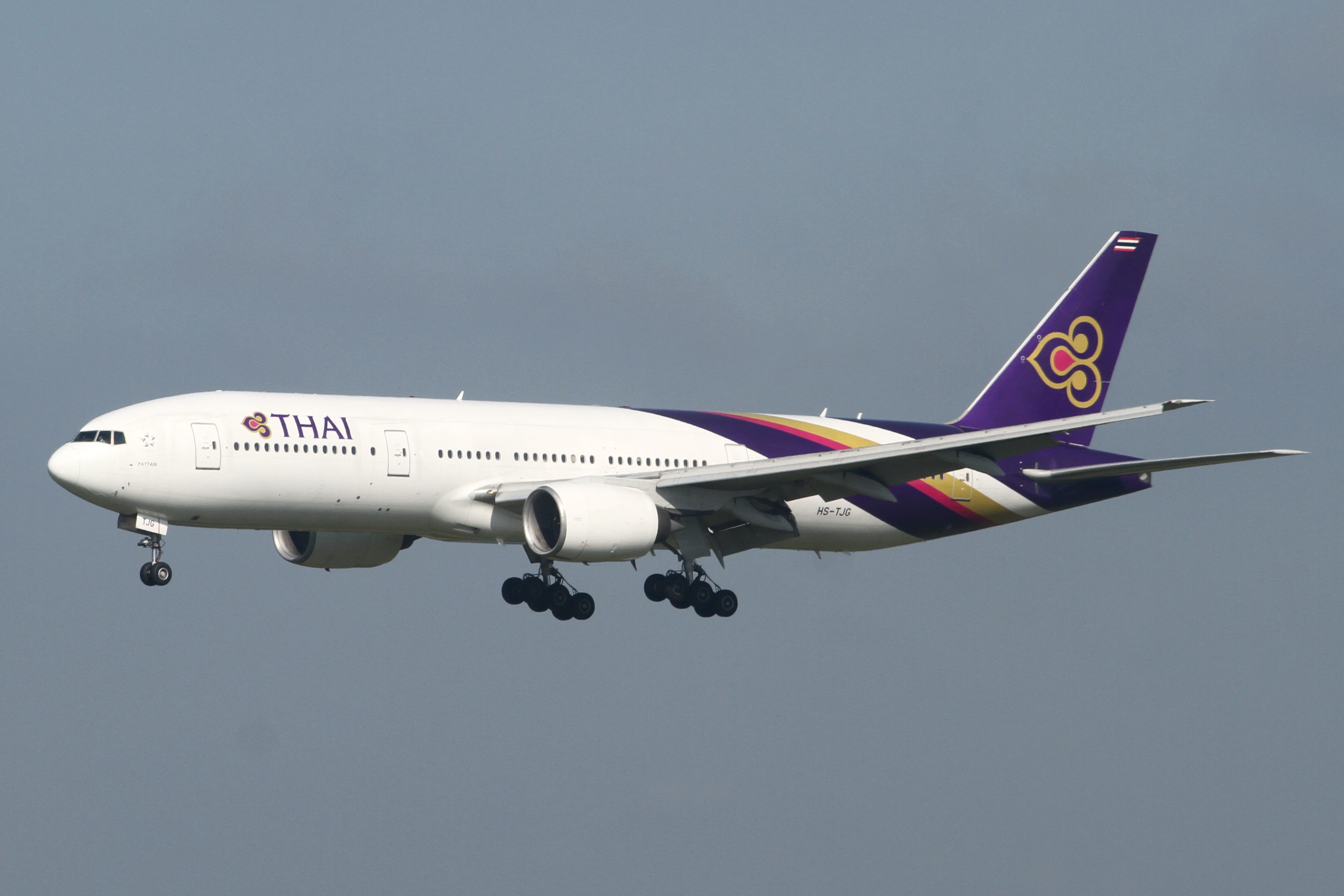
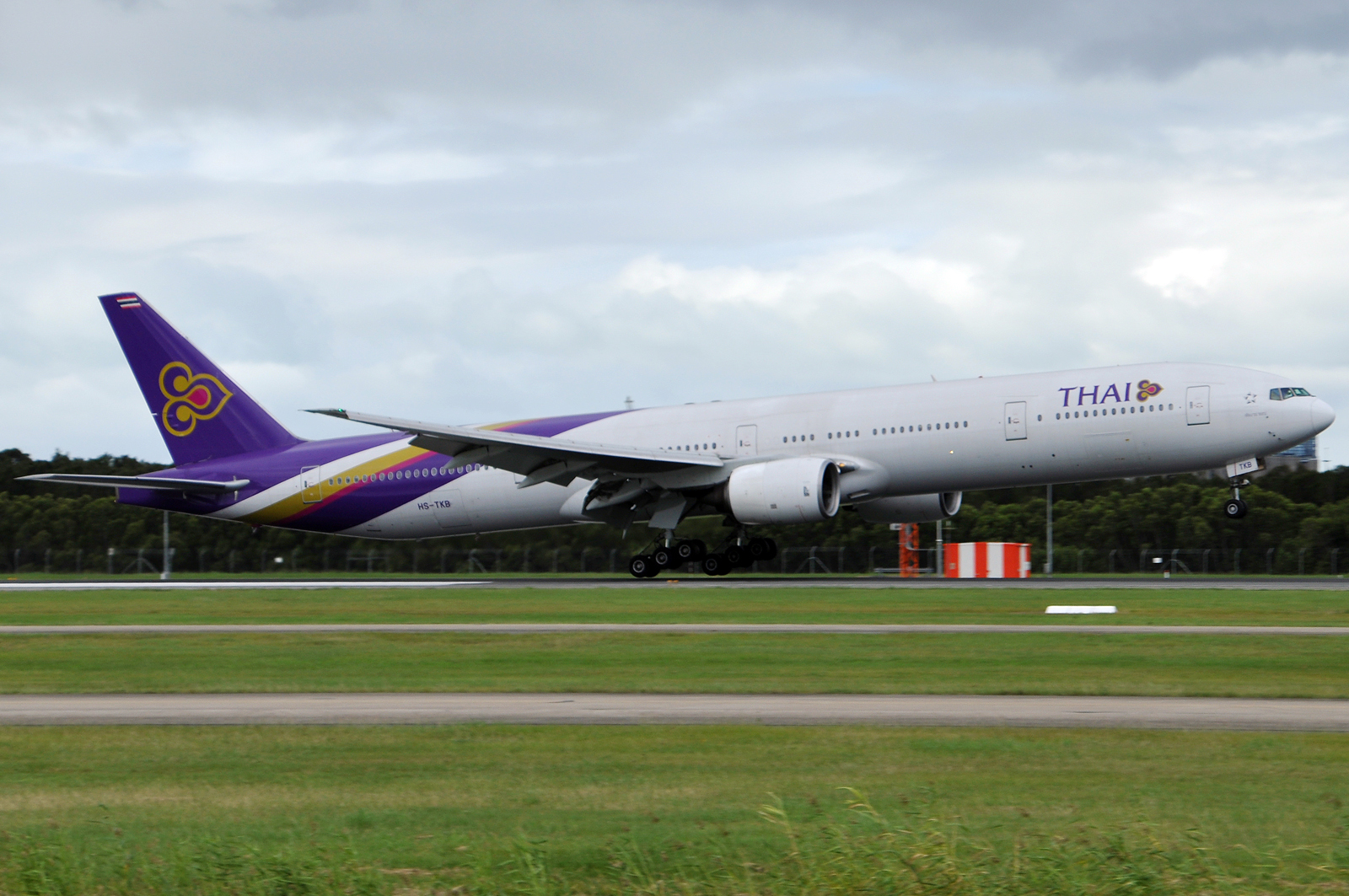
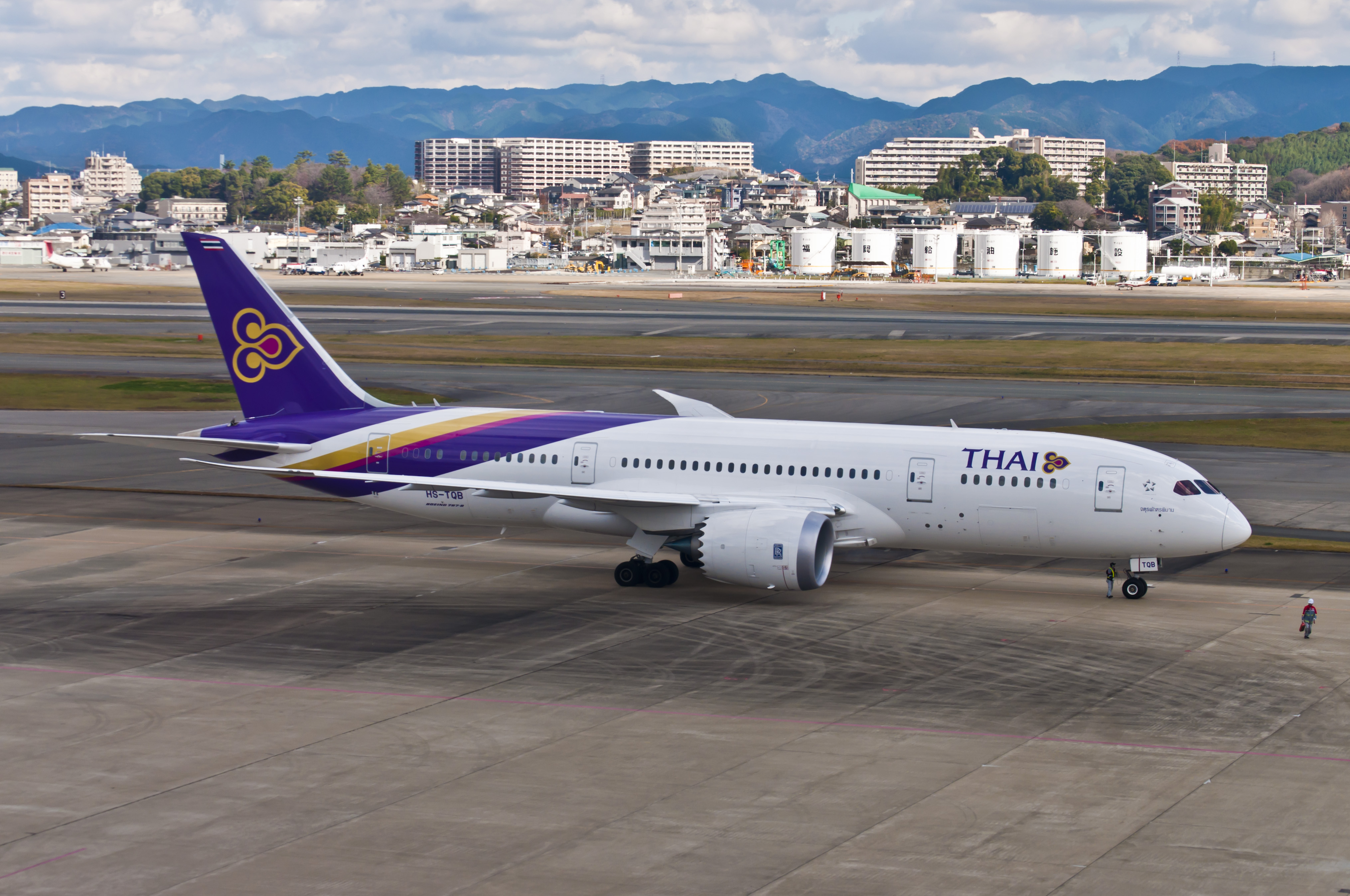